# Melampsora lini

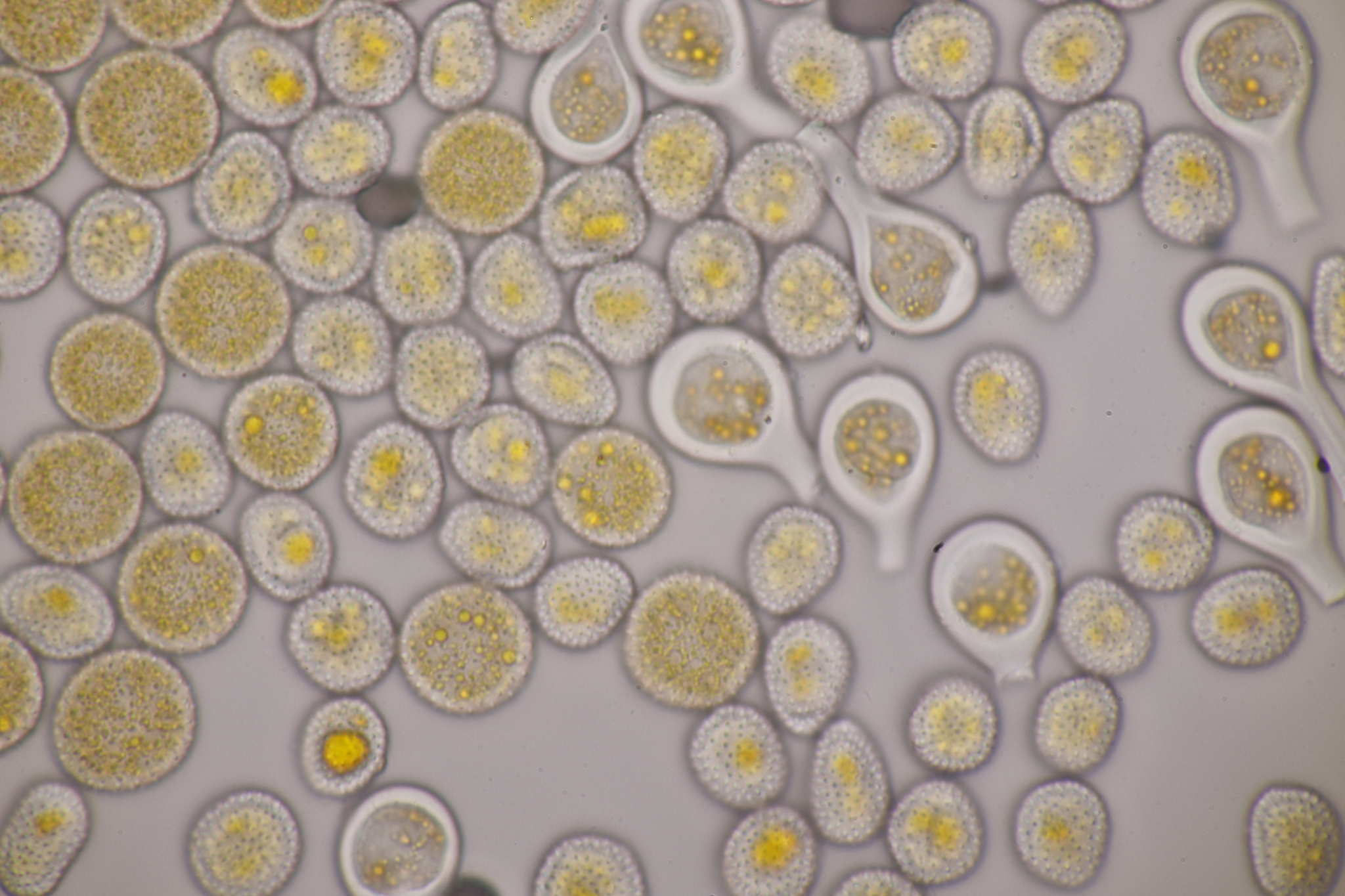
Teliospory

Melampsora lini (Ehrenb.) Thüm. – gatunek grzybów z rzędu rdzowców (Pucciniales). Wywołuje grzybową chorobę roślin o nazwie rdza lnu. W 2012 r. gatunek ten znalazł się na 10 miejscu na liście najgroźniejszych grzybowych patogenów roślin.

## Systematyka i nazewnictwo
Pozycja w klasyfikacji według Index Fungorum: Melampsora, Melampsoraceae, Pucciniales, Incertae sedis, Pucciniomycetes, Pucciniomycotina, Basidiomycota, Fungi.
Po raz pierwszy zdiagnozował go w 1818 r. Christian Gottfried Ehrenberg nadając mu nazwę Xyloma lini. Obecną, uznaną przez Index Fungorum nazwę nadał mu Felix von Thümen w 1878 roku.
Synonimy:

- Caeoma lini (Link) Schltdl. 1824
- Erysibe lini (Link) Wallr. 1833
- Hypodermium lini Link 1816
- Lecythea lini (Ehrenb.) Berk. 1860
- Melampsora lini (Ehrenb.) Lév. 1847
- Melampsora lini f. lini-usitatissimi Thüm. 1878
- Melampsora lini var. liniperda Körn. 1865
- Melampsora lini var. major Fuckel 1870
- Melampsora liniperda (Körn.) Palm 1910
- Podocystis lini (Ehrenb.) Fr. 1849
- Podocystis lini (Link) Rabenh. 1857
- Podosporium lini (Link) Lév. 1847
- Uredo lini DC. 1805
- Xyloma lini Ehrenb. 1818

## Morfologia i rozwój
Pasożyt bezwzględny. Jest to rdza pełnocyklowa i jednodomowa, tzn, że wytwarza wszystkie typowe dla rdzy rodzaje zarodników i przechodzi pełny cykl życiowy na jednym żywicielu.
Patogen zimuje w postaci teliospor w resztkach pożniwnych. Może na nich przetrwać kilka lat. Wiosną teliospory kiełkują wytwarzając podstawki, na których tworzą się zarodniki płciowe – bazydiospory. Dokonują one infekcji pierwotnej zakażając siewki lnu. Z bazydydiospor rozwija się haploidalna grzybnia wytwarzająca spermogonia, w których powstają zarodniki typu spermacjum. W grzybni następuje dikariotyzacja i w tkankach porażonego lnu wytwarza ona ecja, w których powstają zarodniki typu ecjospor. Przenoszone przez wiatr dokonują infekcji wtórnych rozprzestrzeniając chorobę. Ecjospory po wykiełkowaniu tworzą dikariotyczną grzybnię wytwarzającą uredinia. Powstające w nich zarodniki typu uredinium znów infekują rośliny lnu. W okresie wegetacyjnym powstaje ich kilka pokoleń i to one są głównym źródłem rozprzestrzeniania się choroby. Jesienią z grzybni tej wytwarzane są grubościenne zarodniki przetrwalnikowe – teliospory.
Ecja są typu ceoma, tzn. że nie posiadają ściany. Ecjosopory są jednokomórkowe, szerokoelipsoidalne lub kuliste, o średnicy 18–25 μm. Uredinia otwierają się wcześnie. Powstające w nich urediniospory są szerokoelipsoidalne lub kuliste, o średnicy 18–25 μm o wymiarach 20–26 × 17–22 μm i ścianie pokrytej drobnymi kolcami. Teliospory cylindryczne, o długości do 100 μm, gładkościenne, żółte lub żółtobrunatne, ułożone palisadowo na powierzchni rośliny w zwartą warstwę. Od teliospor rodzaju Puccinia odróżniają się brakiem trzonków.
Optymalna temperatura kiełkowania urediniospor wynosi 15–20 °C, przy temperaturze powyżej 30 °C nie kiełkują wcale.

## Występowanie i siedlisko
Melampsora lini występuje na całym świecie, we wszystkich rejonach uprawy lnu. Występuje zarówno na lnie uprawianym, jak i na dziko rosnącym. W Polsce notowana na kilku gatunkach lnu: lnie przeczyszczającym (Linum catharticum), lnie karpackim (Linum extraaxillare), lnie zwyczajnym (Linum usitatissimum). Częściej spotykana jest na północy kraju.